# Samuel Akintola
Obafemi Awolowo (ur. w 1910, zm. w styczniu 1966) – nigeryjski polityk i prawnik z ludu Joruba.
Działał w partii Grupa Czynu (Action Group, AG). Od 1960 do 1966 sprawował urząd premiera miejscowego rządu Nigerii Zachodniej. W 1962 dokonał rozłamu w AG. Zawarł przymierze z przedstawicielami Nigerii Północnej i Wschodniej. Od 1964 do 1966 przewodniczył Nigeryjskiej Partii Demokratycznej (NNDP). Został zastrzelony w czasie wojskowego zamachu stanu.